# CLEC18B
CLEC18B (англ. C-type lectin domain family 18 member B) – білок, який кодується однойменним геном, розташованим у людей на 16-й хромосомі. Довжина поліпептидного ланцюга білка становить 455 амінокислот, а молекулярна маса — 50 490.
| 10         |  | 20         |  | 30         |  | 40         |  | 50         |
| ---------- |  | ---------- |  | ---------- |  | ---------- |  | ---------- |
| MLHPETSPGR |  | GHLLAVLLAL |  | LGTTWAEVWP |  | PQLQEQAPMA |  | GALNRKESFL |
| LLSLHNRLRS |  | WVQPPAADMR |  | RLDWSDSLAQ |  | LAQARAALCG |  | IPTPSLASGL |
| WRTLQVGWNM |  | QLLPAGLASF |  | VEVVSLWFAE |  | GQRYSHAAGE |  | CARNATCTHY |
| TQLVWATSSQ |  | LGCGRHLCSA |  | GQTAIEAFVC |  | AYSPGGNWEV |  | NGKTIIPYKK |
| GAWCSLCTAS |  | VSGCFKAWDH |  | AGGLCEVPRN |  | PCRMSCQNHG |  | RLNISTCHCH |
| CPPGYTGRYC |  | QVRCSLQCVH |  | GRFREEECSC |  | VCDIGYGGAQ |  | CATKVHFPFH |
| TCDLRIDGDC |  | FMVSSEADTY |  | YRARMKCQRK |  | GGVLAQIKSQ |  | KVQDILAFYL |
| GRLETTNEVI |  | DSDFETRNFW |  | IGLTYKTAKD |  | SFRWATGEHQ |  | AFTSFAFGQP |
| DNHGLVWLSA |  | AMGFGNCVEL |  | QASAAFNWND |  | QRCKTRNRYI |  | CQFAQEHISR |
| WGPGS      |  |            |  |            |  |            |  |            |

A: Аланін

C: Цистеїн

D: Аспарагінова кислота

E: Глутамінова кислота

F: Фенілаланін

G: Гліцин

H: Гістидин

I: Ізолейцин

K: Лізин

L: Лейцин

M: Метіонін

N: Аспарагін

P: Пролін

Q: Глутамін

R: Аргінін

S: Серин

T: Треонін

V: Валін

W: Триптофан

Задіяний у такому біологічному процесі, як альтернативний сплайсинг. 
Білок має сайт для зв'язування з лектинами. 
Локалізований у ендоплазматичному ретикулумі, апараті гольджі, ендосомах.
Також секретований назовні.